# Daniel Casaca
Daniel Casaca (ur. 30 czerwca 1984 r. w Toronto) – kanadyjski wioślarz.

## Osiągnięcia
- Mistrzostwa Świata – Gifu 2005 – czwórka ze sternikiem – 4. miejsce[1].
- Mistrzostwa Świata U-23 – Amsterdam 2005 – ósemka – 1. miejsce[1].
- Mistrzostwa Świata – Monachium 2007 – dwójka bez sternika – 12. miejsce[1].
- Mistrzostwa Świata – Poznań 2009 – dwójka bez sternika – 12. miejsce[1].